# Ted Joans
Ted Joans, eigentlich Theodore Jones (* 4. Juli 1928 in Cairo, Illinois; † 25. April 2003 in Vancouver, Kanada) war ein US-amerikanischer Trompeter, Jazz-Poet und Maler.

## Leben
Ted Joans absolvierte ein Kunststudium an der Indiana University in Bloomington, Indiana. Joans gesellte sich später zu den Schriftstellern der Beat Generation in New Yorks Greenwich Village und in San Francisco und war ein Freund von Jack Kerouac und Allen Ginsberg.
Joans war nach dem Tod von Charlie Parker im März 1955 der Urheber der Bird Lives!-Legende und des gleichnamigen Graffitos in New York. Sein Gemälde Bird Lives! hängt im De Young Museum in San Francisco.
Joans erfand die Technik der „Outagraphie“, in der der Hauptgegenstand einer Fotografie aus dem Bild geschnitten wird.
1969 trat er mit den Jazzmusikern Archie Shepp, Clifford Thornton, Dave Burrell, Alan Silva und algerischen Musikern auf dem ersten Panafrican Festival in Algier auf.
Ted Joans starb 2003 in Vancouver, Kanada, nach einer langen Diabeteserkrankung.
Joans Gedichtbände wurden auf Deutsch unter dem Titel Blitzlieb Poems veröffentlicht, Blitzliebe ist seine Antwort auf Blitzkrieg. André Breton sagte über ihn: „The only African-American surrelist that I have met.“

## Werke (Auswahl)
Deutsche Bücher
- Vergriffen, oder Blitzlieb Poems. Loose-Blätter-Presse, Kassel, Hamburg 1979. TaschenTexte 1, Herausgeber, Übersetzer: Michael Kellner u. a.
- Mehr Blitzliebe Poems. Verlag Michael Kellner, Zweite, stark erweiterte Auflage von Taschen-Texte 1, Hamburg 1982. Übersetzer: Eckhard Rhode u. a. ISBN 3-922035-00-0.
- The Aardvark Watcher. Der Erdferkelforscher. Literarisches Colloquium Berlin, LBC-Editionen, Nr. 62, Berlin 1980. Übersetzer Richard Anders.
- Dies und Das – Black Surrealism in Berlin. Essay von Susanne Klengel. Zweisprachige Ausgabe Deutsch/Englisch, Übersetzung von Agnes Krup. 88 S., 16 Abb. farb. und schwarzweiß. ISBN 978-3-933444-99-8.

Amerikanische Bücher
- All of Ted Joans and No More. Excelsior Press, New York 1961.
- The Hipsters. Corinth Books, New York 1961.
- Black Pow-Wow. Jazz Poems. Hill & Wang, New York 1969.
- Afrodisia Hill & Wang, New York 1970
- A Black Manifesto in Jazz Poetry and Prose. Calder & Boyars, London 1971.
- Ted Joans, Joyce Mansoury: Flying Piranha. Bola Press, New York 1978
- Honey Spoon 1993
- Teducation. Coffee House Press, 1999.
- Wow. Quarermoon Press, Mukilteo, WA 1999. Mit Zeichnungen von Laura Corsiglia.
- Ted Joans, Laura Corsiglia: Our Thang. Ekstasis Editions, Victoria, BC, 2001.